# Castell de Bilstein (Alt Rin)
El castell de Bilstein és un monument històric situat a Riquewihr, al departament francès l'Alt Rin.

## Localització
El castell de Bilstein, també anomenat Bilstein d’Alsàcia, no s'ha de confondre amb el Bilstein d'Urbeis, ubicat a 757 metres d'altitud, a la punta nord-est del Schlossberg, a Riquewihr.

## Història
La primera menció del castell apareix el 1217. Està relacionada amb un afer tèrbol: el prever Matthieu, germà del duc de Lorena i assassí de l'evangelista de Toul, troba refugi al Bilstein, que en aquell moment era propietat dels senyors de Horbourg. Aquesta és la primera vegada que es menciona aquest castell, que ocupa l'extrem de la costa del Schlossberg, a 757 metres d'altitud.
Els germans Walter i Burkart de Horbourg, que són els constructors del castell, venen tota la seva senyoria a Ulrich de Wurtemberg el 1324, per la quantitat de 4.000 marcs d'argent, ja que no tenen descendència. El castell es converteix llavors en una presó. El 1337, Ulrich fa baixar una imatge miraculosa de la verge a la capella de la Mare de Déu del cementiri de Riquewihr, cosa que provoca una gran afluència de pelegrins.
A la dècada de 1470, s'hi realitzen treballs de manteniment, incloent-hi la col·locació de noves teules fabricades a Riquewihr, i de nou el 1546. Els Wurtemberg es passen a la Reforma, cosa que provoca que les tropes imperials assetgin el castell. El 1547, les tropes de Carles V, en guerra contra els protestants, assetgen en va el castell.
Després, es van dur a terme nombrosos treballs. Així, entre 1558 i 1559, es van substituir els marcs i els vidres de les finestres. L'any següent, es va renovar la teulada del donjon, amb treballs que van durar 20 dies. El 1561, es van reemplaçar 800 teules planes i es van intercanviar 32 rajoles de les estufes.
La Guerra dels Trenta Anys va veure el comte Schlick i els seus mercenaris saquejar la fortalesa. El 1640, el castell és víctima d'un incendi, però un últim baliu hi exercirà les seves funcions el 1655 fins cap a 1670. El castell semblava una gran granja, ja que els texts antics especifiquen que el vaquer rebria sal i campanetes per als seus animals, sense oblidar el seu vestit de servei, que incloïa uns pantalons i sabates.
El castell de Bilstein va ser abandonat i la ruïna es va utilitzar com a pedrera. Una zona de pedrera de gres dels Vosges, que va subministrar material per a la construcció del Bilstein, ha estat identificada al sud-oest del castell, en el lloc anomenat Koenigstuhl.
L'edifici està classificat com a monument històric des de 1898.